# Borsókás sárgolyó
A borsókás sárgolyó (Pilularia globulifera) a valódi páfrányok (Pteridopsida) osztályának a mételyfüvek (Marsileales) rendjébe, ezen belül a Marsileaceae családjába tartozó faj.

## Előfordulása
A borsókás sárgolyó Európa nagy részén előfordul, de ritka faj, száma a természetes síkvizek megsemmisítése következtében erősen megfogyatkozott. Nem feltűnő megjelenése miatt azonban az is lehetséges, hogy sok helyütt nem ismerik fel.

## Megjelenése
A borsókás sárgolyó kétéltű életmódú vízipáfrány, kúszó szárral és egyesével álló, szittyó jellegű, 4-15 centiméter hosszúságú levelekkel. Tömött, pázsitfüvekre emlékeztető gyepet alkot. Szára számos gyökeret bocsát a talajba. Levelei fiatal korban csigaszerűen, csavarvonalban begöngyölődnek, ezekről a levelekről a növényt mindig biztosan felismerhetjük. A spóratartók gömb alakúak, szőrösek, a levelek tövén ülnek.

## Életmódja
A borsókás sárgolyó síkvidéki, tápanyagban nem túl szegény vizek lakója. A kiszáradó iszapos talajokat kedveli.

## Képek

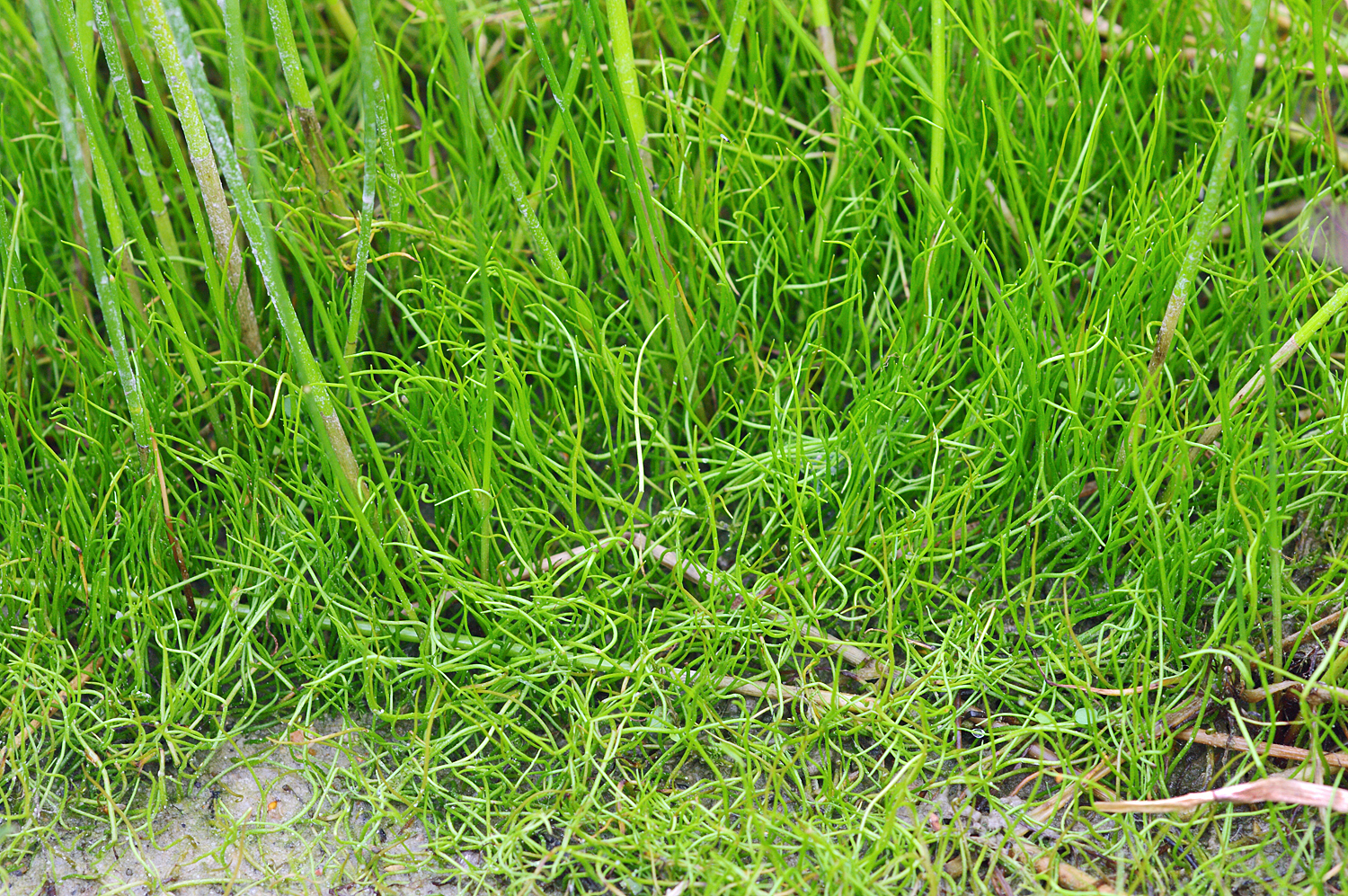
a növény
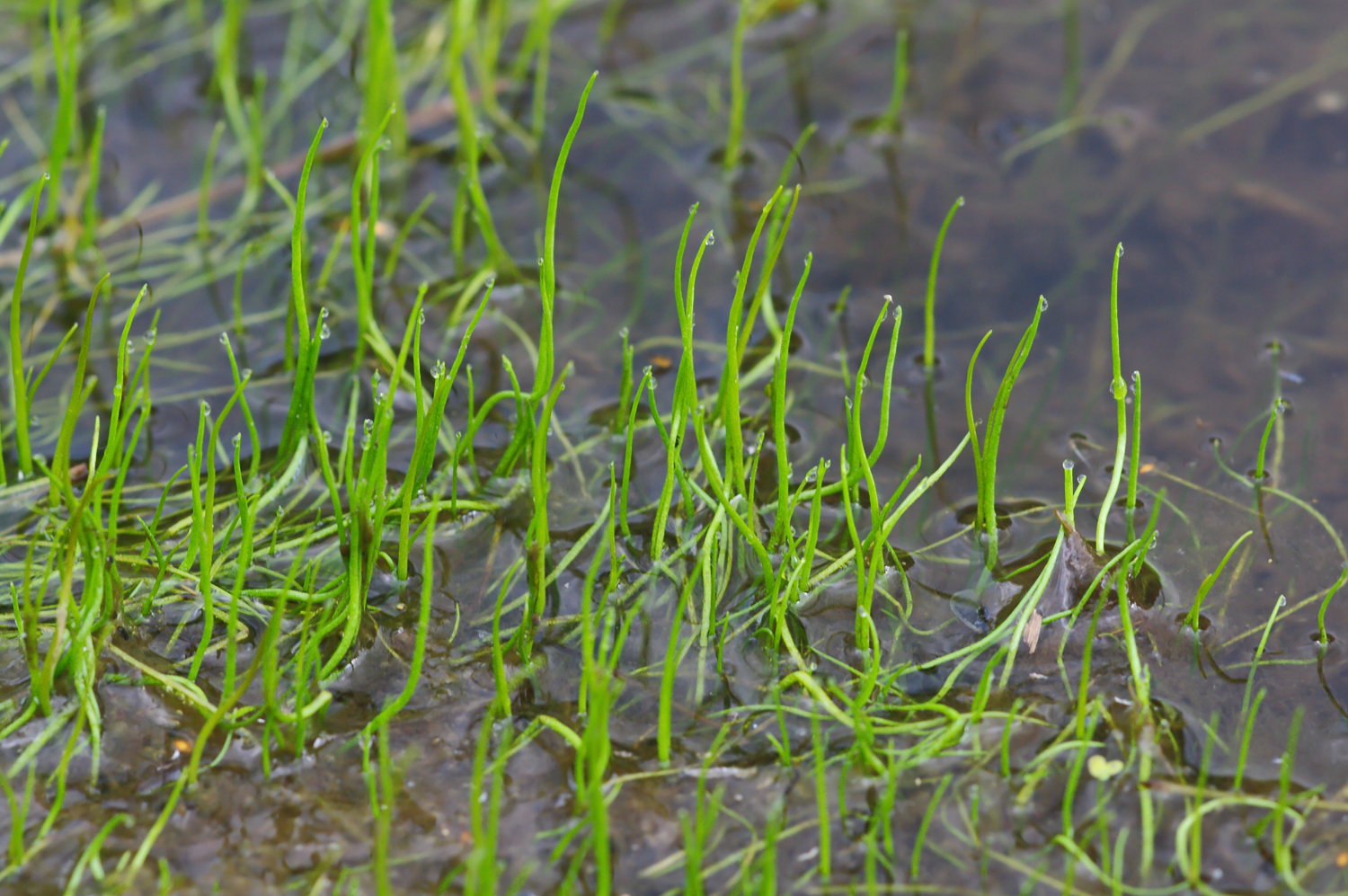
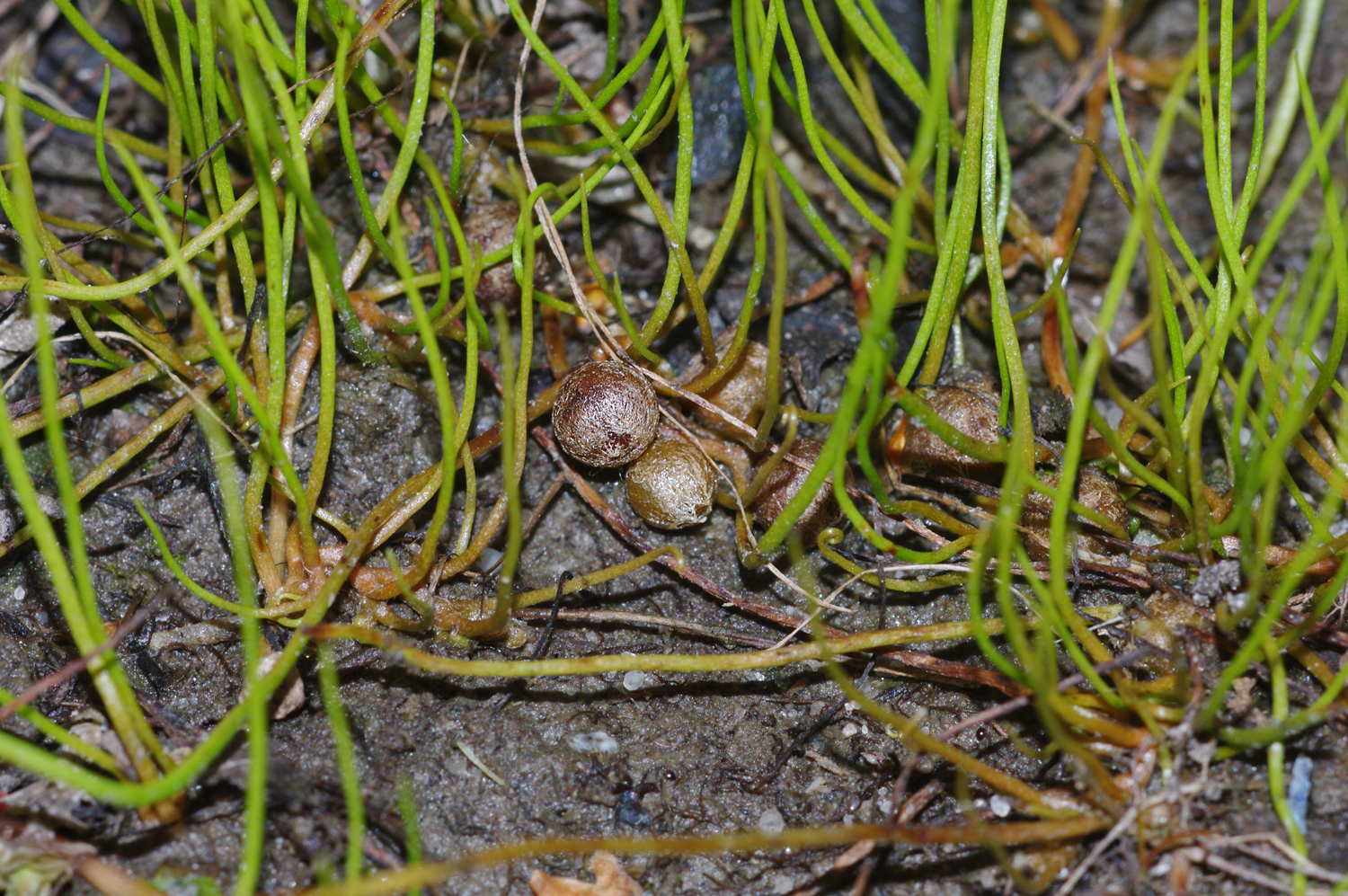
spóratartói
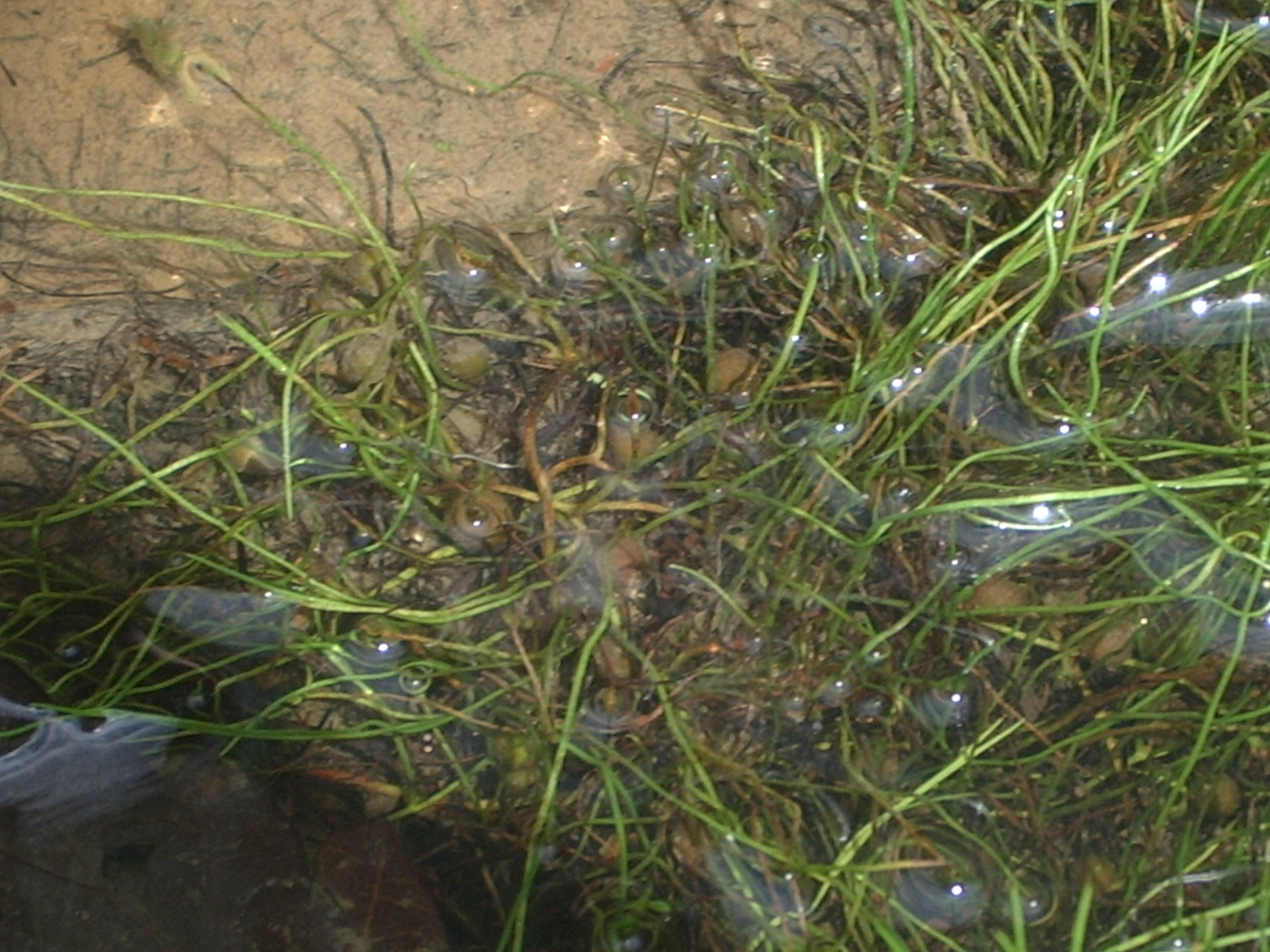
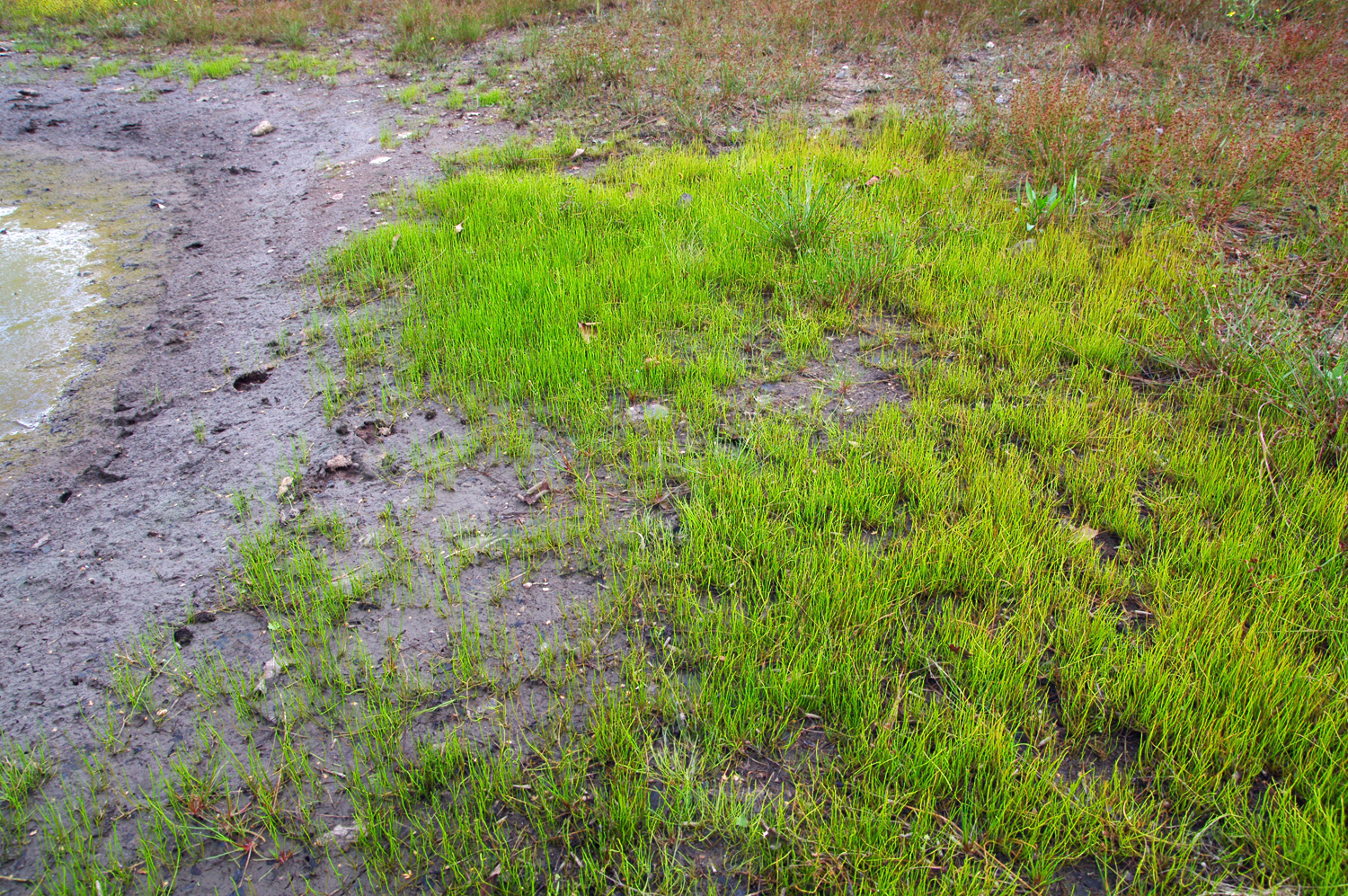
telepe
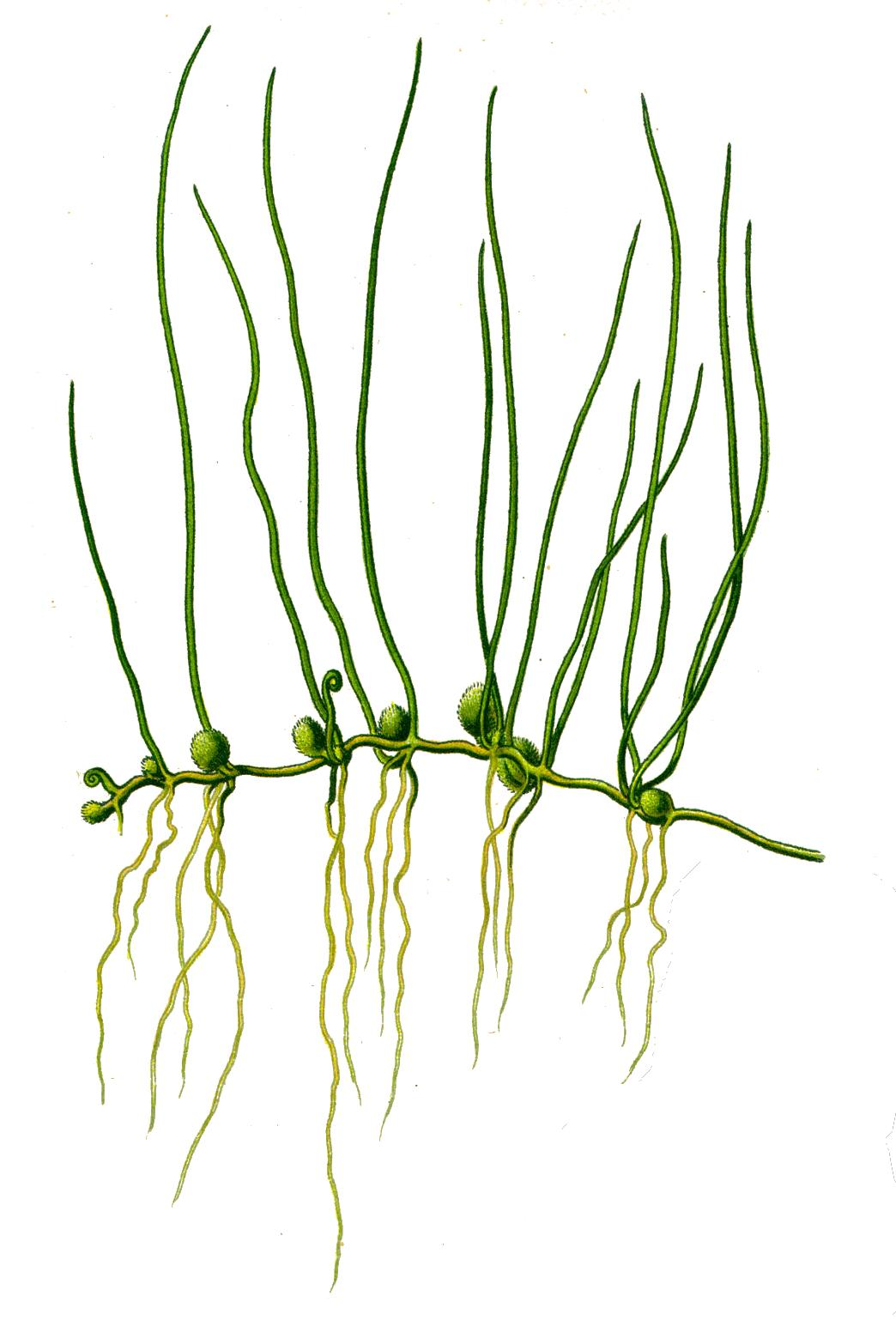
rajzok a
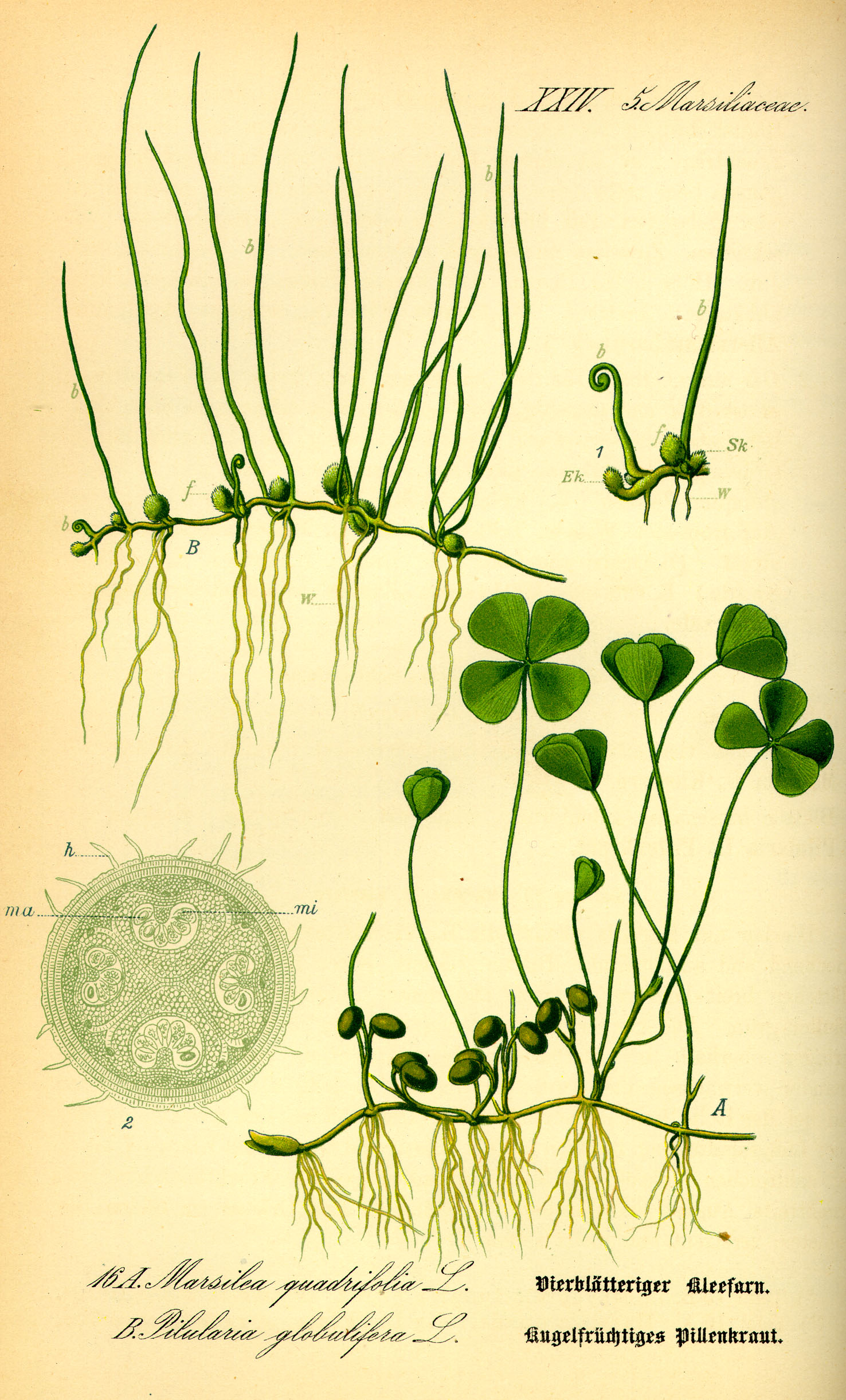
növényről